# Rhaphuma atrata
Rhaphuma atrata är en skalbaggsart som beskrevs av Fisher 1935. Rhaphuma atrata ingår i släktet Rhaphuma och familjen långhorningar. Inga underarter finns listade i Catalogue of Life.